# Bert Perrigo
Albert ("Bert") Perrigo was een Brits motorcoureur, ontwerper en constructeur.
Bert Perrigo was de zoon van een bakker in Small Heath (Birmingham), maar in plaats van zijn vader op te volgen werd hij chauffeur bij Bordesley Engineering Co. Ltd, die onder de naam "Connaught" motorfietsen produceerde aan Bond Street in Birmingham. Perrigo overtuigde de bedrijfsleiding om hem te laten deelnemen aan de Londen-Edinburgh-24uurs-trial, die hij wist te winnen. Het was de eerste van veel gouden medailles die hij won.
Toen Bordersley in 1926 de poorten sloot begon Perrigo bij de sportafdeling van BSA. Voor BSA was zijn wedstrijdervaring belangrijk en Perrigo was betrokken bij de ontwikkeling van de BSA Blue Star-serie. Voor elke verkochte BSA Blue Star kreeg hij een halve penny.
In 1929 won Perrigo de eerste British Experts Trial en hij vertegenwoordigde Groot-Brittannië in de International Six Days Trial van 1931, waar hij een gouden medaille won. In 1937 won hij diverse trials met een BSA B24 Empire Star.
In 1937 had Perrigo de leiding over de sportafdeling van BSA, maar hij was hobbypiloot en lid van de Midlands Aero Club in Birmingham. Daar was oud-coureur Wal Handley ook lid van. Perrigo haalde Handley over om nog een keer aan de start te komen tijdens twee races op het circuit van Brooklands. Daarvoor liet hij Len Crisp en Jack Amott een 500cc-BSA M23 Empire Star prepareren. Deze machine was bijzonder hoog opgevoerd. De compressieverhouding van 13:1 maakte methanol als brandstof noodzakelijk, maar de machine leverde geschat 34 pk.
De eerste race ging over drie ronden (13,2 km) en Handley startte in de eerste race met een handicap van negen seconden, maar aan het einde van de tweede ronde reed hij al op kop. Hij won met een grote voorsprong met een racegemiddelde van 102,27 mph en een snelste ronde van 107,57 mph. Dat leverde het team van BSA een "Gold Star" op. Perrigo zag in deze prijs, een stervormige badge met het getal "100" erop, mogelijkheden voor commercieel succes. BSA bracht in 1938 de M24 Gold Star op de markt. De productie daarvan werd beëindigd door het uitbreken van de Tweede Wereldoorlog, maar na de oorlog verscheen de BSA Gold Star-serie die tot 1963 zou blijven. Bert Perrigo werd na de oorlog gepromoveerd tot hoofdingenieur en racemanager van BSA-motorfietsen.